# Petr Hana
Petr Hana (4. června 1945 Kolín – 25. prosince 1991 Praha) byl český malíř. V jeho pozůstalosti převažují obrazy s tematikou krajiny. Zúčastnil se četných kolektivních přehlídek, ale samostatnou výstavu neuskutečnil. Jistě ji měl v úmyslu, ale vše zmařila předčasná smrt ve věku 46 let. V Hanově pozůstalosti spravované dcerou Hanou Dufkovou je přes 200 kresebných skic tužkou, perem, tuší nebo i pastelem na papíře a přes 200 obrazů na plátně nebo na sololitu.

## Život
- 1959 – 1963 studium, Střední všeobecně vzdělávací škola v Praze 7
- 1963 – 1964 zaměstnán jako pomocný aranžér u firmy Pramen Praha 3
- 1964 – 1966 studium, Pedagogická fakulta, UK v Praze, obor matematika – výtvarná výchova
- 1965 – sňatek s Hanou Vaňáčovou
- 1965 – narození dcery Petry. Zemřela v kojeneckém věku
- 1966 – 1967 studium, Pedagogická fakulta, UK v Praze obor národní škola – výtvarná výchova
- 1967 – úmrtí manželky po porodu druhé dcery
- 1968 – 1974 studium, AVU v Praze, obor malířství, speciální škola, profesor Karel Souček
- 1975 – zvláštní uznání ministerstva kultury ČSR v umělecké soutěži k Mezinárodnímu roky ženy

## Tvorba
Zprvu se věnoval tematice civilismu, od roku 1979 je hlavním námětem jeho obrazů krajina vyjádřená expresivní formou. Maloval v okolí Suchdolu, Únětic, Roztok, Levého Hradce a Kladna. V 80. letech opakovaně pobýval v Čížové u Písku. Našel jihočeskou krajinu. Do expresivních obrazů vlepoval stébla trávy. V oproštěném pojetí krajinného motivu jsou tenkou spojnicí s reálným světem přírody. Nelze odhadnout, jak by se Hanova tvorba vyvíjela dále, kdyby ji neukončila předčasná malířova smrt.

## Výstavy ve dvojici
- 1975 (říjen a listopad) – Petr Hana a Ivan Ouhel: Obrazy, kresby, grafika, Galerie d, Praha 5. Od Hany vystaven cyklus olejomaleb z roku 1974, nazvaný Člověk a jeho prostředí
- 1982 (červenec) – Petr Hana, obrazy a Miloš Hruška, plastiky, Galerie Zlatá ulička, Pražský Hrad, Praha. Od Hany vystaveny obrazy v kombinované technice na sololitu nebo lepence z let 1979 – 1982 se souhrnným názvem Krajinné motivy. Ideou a formou již patří do Hanova osobitě vymezeného krajinářského expresionismu, v němž jsou v jednotě s dramaty přírody ostře reflektována dramata malířovy existence a latentních emocí.

## Účasti na výstavách doložené výstavním katalogem
- 1973 – Práce posluchačů Akademie výtvarných umění v Praze, Dům kultury SONP Kladno, Kladno
- 1976 – Žena v současné tvorbě, výsledky výtvarné soutěže k Mezinárodnímu roku ženy, Praha
- 1976 – Umění mladých, Přehlídka současného českého výtvarného umění mladých k 30. výročí založení Mezinárodního svazu studentstva, Praha
- 1977 – Mladá tvorba 2, Žáci Akademie výtvarných umění v Praze, Východočeská galerie Pardubice, zámek Pardubice
- 1978 – Umění vítězného lidu, Přehlídka současného československého výtvarného umění k 30. výročí Vítězného února, Praha
- 1981 – Nová tvorba mladých výtvarných umělců (Výsledky tvůrčích pobytů, Mánes, Praha
- 1983 – Mladí výtvarníci. Stipendisté, Výstavní síň SNB, PS a vojsk MV, Praha
- 1985 – Mladí malíři ČSR, Severočeská galerie výtvarného umění Litoměřice
- 1986 – České umění 20. století, Alšova jihočeská galerie Hluboká nad Vltavou
- 1987 – Obrazy a sochy, výstava pražských členů Svazu českých výtvarných umělců, Mánes, Praha